# 天骄航空
天骄航空有限公司（英語：Genghis Khan Airlines），成立于2017年1月11日，是由内蒙古自治区人民政府委托内蒙古交通投资（集团）有限责任公司出资组建，经中国民用航空局批准筹建，以呼和浩特白塔国际机场为主运营基地，注册资本金30亿元人民币，从事支线航空客货运业务。

## 筹建

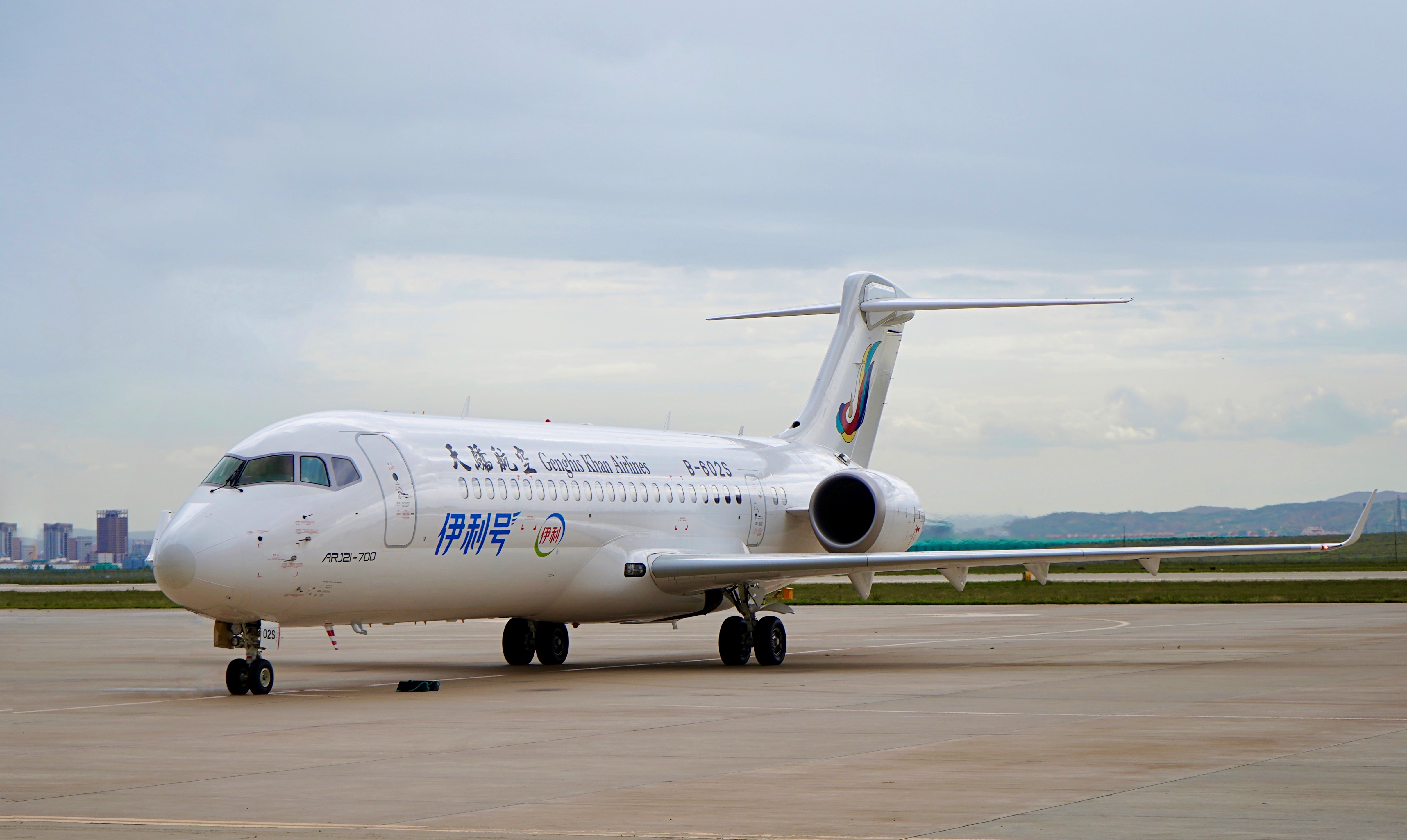
天骄航空ARJ21“伊利号”在锡林浩特

根据中国民航局的公示，天骄航空已向中国商用飞机有限责任公司订购3架ARJ21系列飞机；民航华北管理局已同意其使用航务管理通信波道121.65MHz，同意为其提供航行通告、气象等服务保障，并签订了相关服务保障协议。

## 机队架构
2019年2月22日，天骄航空接收首架ARJ21飞机，规划5年内机队规模达到25架，并计划机队全部使用中国制ARJ21飞机。目前，該等飛機全部均有冠名贊助。

## 发展
2019年7月26日完成全部筹建工作，截至2019年9月9日共执行174个航班，2019年9月10日天骄航空迎来第10,000人次乘客。